# Charkhi Dādri
Charkhi Dādri är en ort i Indien.   Den ligger i distriktet Bhiwani och delstaten Haryana, i den norra delen av landet, 90 km väster om huvudstaden New Delhi. Charkhi Dādri ligger 225 meter över havet och antalet invånare är 50 558.
Terrängen runt Charkhi Dādri är platt. Runt Charkhi Dādri är det tätbefolkat, med 356 invånare per kvadratkilometer. Det finns inga andra samhällen i närheten. Trakten runt Charkhi Dādri består till största delen av jordbruksmark.